# Fraternidad Internacional de Hombres de Negocios del Evangelio Completo
Fraternidad Internacional de Hombres de Negocios del Evangelio Completo o Fraternidad Internacional de Hombres de Negocios del Evangelio Completo es una organización  para hombres de negocios, que se reúnen en lugares públicos. Su sede se encuentra en Irvine (California), Estados Unidos  su presidente anterior fue Mario García Olvera, hasta su fallecimiento el 2 de diciembre de 2022.
Actualmente la  preside Francis Owusu de Ghana. Acompañado por el
Vicepresidente Rafael Cuestas de Guatemala el sr.
Secretario Doug Woolley de EE. UU. y el 
Tesorero Paul Lai EE. UU..

## Historia
La organización fue fundada en octubre de 1951 en Los Ángeles, California en los Estados Unidos por Demos Shakarian, un ranchero pentecostal. La expresión "Evangelio completo" en el nombre de la asociación es fundamental para la visión de la organización. La primera conferencia se lleva a cabo con 200 empresarios y la animación del pastor Oral Roberts, quien fue un socio importante, también después. Luego de un comienzo difícil, una donación de $ 1,000 comenzó una pequeña publicación llamada Full Gospel Business Men's VOICE. Esto ha permitido el crecimiento y desarrollo de capítulos en otras ciudades y luego en otros países. La organización también fue apoyada por los pastores Kenneth Hagin y Kenneth Copeland, reconocidos televangelistas. En 1972, la organización tiene 300,000 miembros. En 1988, hay 3.000 capítulos en 90 países.
Después de la muerte de Demos Shakarian en 1993, su hijo Richard Shakarian asumió el liderazgo de la organización.
En 2018, Mario García Olvera fue elegido presidente de la organización, y lo fue hasta el 2 de diciembre de 2022 cuando murió.
La organización esta presente en 85 países en 2023.